# Modiolastrum gilliesii
Modiolastrum gilliesii, el malvavisco, es una especie del género Modiolastrum originaria de Argentina. Se la encuentra en las provincias de Buenos Aires, Córdoba, Corrientes, Entre Ríos, La Pampa, Mendoza, Santa Fe y Santiago del Estero.
Es una hierba perenne con raíces tuberosas, ramas rastreras radicantes en los nudos, hojas pecioladas con estipulas triangulares de lámina profundamente pentapartida. Posee flores solitarias, axilares, pentameras, color rojo violáceo, pedúnculo largo que las hace sobresalir del follaje, cáliz pentapartido, corola muy vistosa de pétalos libres y tubo estaminal de 4 mm de longitud formado por numerosos estambres que se agrupan en el ápice del tubo. El fruto es un círculo de mericarpios glabros de color castaño que a la madurez se separan entre sí y del receptáculo.